# Jeremy Wariner
Jeremy Matthew Wariner (Irving, 31 januari 1984) is een Amerikaanse oud-atleet, die gespecialiseerd was in de 400 m. Hij werd olympisch kampioen, tweemaal wereldkampioen en meervoudig Amerikaans kampioen in deze discipline. Ook was hij succesvol op de 4 x 400 m estafette, getuige zijn twee gouden plakken op Olympische Spelen en de twee bij wereldkampioenschappen.

## Biografie

### Jeugd
Zijn eerste internationale succes behaalde Wariner in 2003 door tweede te worden op de 400 m bij de Pan-Amerikaanse Spelen voor junioren. Dat jaar werd hij ook voor het eerst Amerikaans jeugdkampioen.

### Senioren
Op twintigjarige leeftijd won Jeremy Wariner goud op de 400 m (in 44,00 s, wat destijds een persoonlijk record was) op de Olympische Spelen van Athene in 2004. De Verenigde Staten pakten op de 4 x 400 m estafette toen ook goud. Wariner liep er als voorlaatste. Hij werd de eerste blanke die goud won op de 400 m sinds Viktor Markin op de Olympische Spelen van Moskou in 1980. Met zijn medaille op de Spelen van 2004 werd hij tevens de eerste blanke Amerikaan die in een sprintnummer (400 m of minder) goud won sinds Mike Larrabee op de Olympische Spelen van 1964. Het jonge talent bleef er in elk geval rustig bij. Volgens hem waren deze topprestaties vooral het resultaat van hard werken, samen met een goede coaching.

### Wereldkampioen
Ook op de Amerikaanse "Track and Field Championships" eiste Wariner de zege op in een tijd van 44,20. Op de wereldkampioenschappen van 2005 in Helsinki werd hij vervolgens ook wereldkampioen op de 400 m in 43,93.
In 2006 stelde Wariner zijn persoonlijk record bij tot 43,62. Hij liep die tijd tijdens het Golden Gala in Rome, een Golden League evenement. Ook werd hij dat jaar eerste op de Memorial Van Damme in 44,29. Samen met Asafa Powell (100 m) en Sanya Richards (vrouwen 400 m) won hij in één seizoen zes van de zes Golden League wedstrijden (400 m) en daarmee 250.000 dollar. Hij brak dat jaar op 11 februari in Fayetteville ook een niet erkend wereldrecord op de 4 x 400 m estafette in 3.01,96. Hij was de slotloper van een team, dat verder bestond uit Kerron Clement, Wallace Spearmon en Darold Williamson. Het record is niet erkend, omdat er na afloop geen dopingtesten zijn gedaan.

### Tweede wereldtitel
In 2007 startte Wariner ook met het lopen van 200 m-wedstrijden als aanvulling op de 400 m-wedstrijden. Op 7 augustus 2007 liep hij een persoonlijk record van 43,50 in Stockholm tijdens de DN Galan Super Grand Prix, waarmee hij op de ranglijst aller tijden naar de derde plaats opklom. Later dat jaar op de WK in Osaka verbrak hij dat record. Hij liep naar zijn tweede wereldtitel in 43,45.

### Geklopt
In het weekend van 19 en 20 april 2008 liep Wariner in Waco tijdens de Michael Johnson Invitational op de 400 m in 44,56 naar de beste wereldjaarprestatie op dat moment. Vervolgens was hij begin juni tijdens de ExxonMobil Bislett Games, de tweede Golden League wedstrijd van het seizoen in het Noorse Oslo, ook de eerste van het jaar die met 43,98 onder de 44 seconden dook. Half juli scherpte hij die tijd tijdens de vierde Golden League wedstrijd in Parijs zelfs aan tot 43,86. Toch bleek hij niet meer de onoverwinnelijke atleet die hij lang was geweest, want eerder dat seizoen, op 1 juni in Berlijn, had hij klop gekregen van zijn landgenoot LaShawn Merritt, die hem in 44,03 dit keer 0,04 seconden te snel af was.
Op de Olympische Spelen in Peking ging hij als de grote favoriet van start. In de series en halve finales van de 400 m won Wariner zijn races zoals verwacht. In de finale kreeg hij echter te maken met een ontketende LaShawn Merritt, die een dusdanig tempo ontwikkelde dat Wariner vanaf het begin tegen een onoverbrugbare achterstand aankeek. En waar Merritt triomfeerde in de persoonlijke recordtijd van 43,75, finishte Wariner als tweede in een voor zijn doen matige 44,74. De marge tussen de nummers één en twee tijdens een olympische 400 meterfinale was nog nooit zo groot geweest. Wariner redde zijn eer door op de 4 x 400 m estafette, samen met Angelo Taylor, David Neville en LaShawn Merritt de gouden medaille te veroveren in een tijd van 2.55,39, een olympisch record. Tweede werd de estafetteploeg van Bahama's, derde die van Rusland.

### Privé
Jeremy Wariner studeerde aan de Baylor University en werd getraind door Clyde Hart, die ook de succesvolle trainer was van Michael Johnson.
Zijn bet-betovergrootmoeder van moeders kant was een Cherokee-Indiaanse.
Op 5 november 2011 traden Wariner en zijn partner Sarah in het huwelijk. 

### Trivia
- Wariner stond erom bekend dat hij meestal aan de start verscheen met een zonnebril en diamanten oorbellen. Zelfs bij bewolkt weer had hij die op.

## Titels
- Olympisch kampioen 400 m - 2004
- Olympisch kampioen 4 x 400 m - 2004, 2008
- Wereldkampioen 400 m - 2005, 2007
- Wereldkampioen 4 x 400 m - 2005, 2007, 2009
- World Relays kampioen 4 x 400 m - 2015
- Amerikaans kampioen 400 m - 2004, 2005
- NCAA-kampioen 400 m - 2004
- NCAA-indoorkampioen 400 m - 2004

## Persoonlijke records
Outdoor
| Onderdeel | Prestatie | Datum           | Plaats  |
| --------- | --------- | --------------- | ------- |
| 200 m     | 20,19     | 21 mei 2006     | Carson  |
| 300 m     | 31,72     | 12 juni 2008    | Ostrava |
| 400 m     | 43,45     | 7 augustus 2007 | Osaka   |

Indoor
| Onderdeel | Prestatie | Datum         | Plaats       |
| --------- | --------- | ------------- | ------------ |
| 200 m     | 20,93     | 2 maart 2012  | Fayetteville |
| 400 m     | 45,39     | 13 maart 2004 | Fayetteville |

## Palmares

### 400 m
Kampioenschappen
- 2003:  Pan-Amerikaanse jeugdkamp. - 45,63 s
- 2004:  OS - 44,00 s
- 2005:  WK - 43,93 s
- 2005: 8e Wereldatletiekfinale - 46,37 s
- 2006:  Wereldatletiekfinale - 44,02 s
- 2007:  WK - 43,45 s
- 2008:  OS - 44,74 s
- 2008:  Wereldatletiekfinale - 44,51 s
- 2009:  WK - 44,60 s

Golden League-overwinningen
- 2005: Weltklasse Zürich – 44,67 s
- 2006: Bislett Games – 44,31 s
- 2006: Meeting Gaz de France – 43,91 s
- 2006: Golden Gala – 43,62 s
- 2006: Weltklasse Zürich – 44,20 s
- 2006: Memorial Van Damme – 44,29 s
- 2006: ISTAF – 44,26 s
- 2007: ISTAF – 44,05 s
- 2008: Bislett Games – 43,98 s
- 2008: Golden Gala – 44,36 s
- 2008: Meeting Gaz de France – 43,86 s
- 2008: Weltklasse Zürich – 43,82 s
- 2008: Memorial Van Damme – 44,44 s
- 2009: Meeting Areva – 45,28 s
- 2009: Memorial Van Damme – 44,94 s

Diamond League-overwinningen
- 2010:  Eindzege Diamond League
- 2010: Shanghai Golden Grand Prix – 45,41 s
- 2010: Golden Gala – 44,73 s
- 2010: Athletissima – 44,57 s
- 2010: Meeting Areva – 44,49 s
- 2010: Aviva London Grand Prix – 44,67 s
- 2010: Weltklasse Zürich – 44,13 s
- 2011: Adidas Grand Prix – 45,13 s

### 4 x 400 m
- 2004:  OS - 2.55,91
- 2005:  WK - 2.56,91
- 2007:  WK - 2.55,56
- 2008:  OS - 2.55,39 (OR)
- 2009:  WK - 2.57,86
- 2015:  World Relays - 2.58,43

## Onderscheidingen
- Jesse Owens Award - 2006

1896: Thomas Burke ·
1900: Maxey Long ·
1904: Harry Hillman ·
1908: Wyndham Halswelle ·
1912: Charles Reidpath ·
1920: Bevil Rudd ·
1924: Eric Liddell ·
1928: Ray Barbuti ·
1932: Bill Carr ·
1936: Archie Williams ·
1948: Arthur Wint ·
1952: George Rhoden ·
1956: Charlie Jenkins ·
1960: Otis Davis ·
1964: Mike Larrabee ·
1968: Lee Evans ·
1972: Vince Matthews ·
1976: Alberto Juantorena ·
1980: Viktor Markin ·
1984: Alonzo Babers ·
1988: Steve Lewis ·
1992: Quincy Watts ·
1996: Michael Johnson ·
2000: Michael Johnson ·
2004: Jeremy Wariner ·
2008: LaShawn Merritt ·
2012: Kirani James · 
2016: Wayde van Niekerk · 
2020: Steven Gardiner · 
2024: Quincy Hall
1912: Sheppard, Lindberg, Meredith, Reidpath ·
1920: Griffiths, Lindsay, Ainsworth-Davis, Butler ·
1924: Cochran, Helffrich, MacDonald, Stevenson ·
1928: Baird, Alderman, Spencer, Barbuti ·
1932: Fuqua, Ablowich, Warner, Carr ·
1936: Wolff, Rampling, Roberts, Brown ·
1948: Harnden, Bourland, Cochran, Whitfield ·
1952: Wint, Laing, McKenley, Rhoden ·
1956: Jenkins, Jones, Mashburn, Courtney ·
1960: Yerman, Young, G. Davis, O. Davis ·
1964: Cassell, Larrabee, Williams, Carr ·
1968: Matthews, Freeman, James, Evans ·
1972: Asati, Nyamau, Ouko, Sang ·
1976: Frazier, Brown, Newhouse, Parks ·
1980: Valiulis, Linge, Tsjernetski, Markin ·
1984: Nix, Armstead, Babers, McKay ·
1988: Everett, Lewis, Robinzine, Reynolds ·
1992: Valmon, Watts, Johnson, Lewis ·
1996: Harrison, Smith, Mills, Maybank ·
2000: Bada, Chukwu, Monye, Udo-Obong  ·
2004: Harris, Brew, Wariner, Williamson ·
2008: Merritt, Taylor, Neville, Wariner ·
2012: Brown, Pinder, Mathieu, Miller ·
2016: Hall, McQuay, Roberts, Merritt ·
2020: Cherry, Norman, Deadmon, Benjamin ·
2024: Bailey, Norwood, Deadmon, Benjamin
1983 Bert Cameron ·
1987 Thomas Schönlebe ·
1991 Antonio Pettigrew ·
1993 Michael Johnson ·
1995 Michael Johnson ·
1997 Michael Johnson ·
1999 Michael Johnson ·
2001 Avard Moncur ·
2003 Jerome Young ·
2005 Jeremy Wariner ·
2007 Jeremy Wariner ·
2009 LaShawn Merritt ·
2011 Kirani James ·
2013 LaShawn Merritt ·
2015 Wayde van Niekerk ·
2017 Wayde van Niekerk ·
2019 Steven Gardiner ·
2022 Michael Norman ·
2023 Antonio Watson
1983: Lovasjov, Troshchilo, Tsjernetski, Markin ·
1987: Everett, Haley, McKay, Reynolds ·
1991: Black, Redmond, Regis, Akabusi ·
1993: Valmon, Watts, Reynolds, Johnson ·
1995: Ramsey, Mills, Reynolds, Johnson ·
1997: Thomas, Black, Baulch, Richardson, Hylton ·
1999: Czubak, Maćkowiak, Bocian, Haczek ·
2001: Moncur, Brown, McIntosh, Munnings ·
2003: Djhone, Keïta, Diagana, Raquil ·
2005: Rock, Brew, Williamson, Wariner ·
2007: Merritt, Taylor, Williamson, Wariner ·
2009: Taylor, Wariner, Clement, Merritt ·
2011: Nixon, Jackson, Taylor, Merritt ·
2013: Verburg, McQuay, Hall, Merritt ·
2015: Verburg, McQuay, Nellum, Merritt ·
2017: Solomon, Richards, Cedenio, Gordon ·
2019: Kerley, Cherry, London, Benjamin ·
2022: Godwin, Norman, Deadmon, Allison ·
2023: Hall, Norwood, Robinson, Benjamin